# مجلس النواب (هولندا)
مجلس النواب هو مجلس النواب في البرلمان من مجلسين هولندا، والولايات العامة، والآخر يجري مجلس الشيوخ. كان لديه 150 مقعدا التي شغلها عن طريق الانتخابات باستخدام القوائم الحزبية بالتمثيل النسبي. أنه يجلس في بيننهوف في لاهاي.

## اسم
على الرغم من أن هذه الهيئة ما يسمى «مجلس النواب» في اللغة الإنجليزية، وهذا ليس ترجمة مباشرة من اسمها الهولندية، و «الدائرة الثانية» أو أكثر بالعامية مجرد «دائرة». بدلا من «الممثلين» (afgevaardigden)، ويشار إلى أعضاء مجلس النواب إلى أنه Tweede Kamerlid («عضو من أعضاء الدائرة الثانية»).

## وظائف
مجلس النواب هو الغرفة الرئيسية للبرلمان، حيث مناقشة المقترح التشريع واستعراض الإجراءات التي اتخذتها مجلس الوزراء تأخذ مكان. كل من مجلس الوزراء ومجلس النواب نفسها الحق في اقتراح تشريعات؛ مجلس النواب يناقش ذلك، وإذا تعتمده أغلبية، يرسله إلى مجلس الشيوخ. استعراض الإجراءات التي اتخذتها الحكومة تأخذ شكل التحقيقات الرسمية، مما قد يؤدي إلى الاقتراحات حث الحكومة على أن تتخذ، أو الامتناع عن، إجراءات معينة. قد لا يكون الفرد عضوا في كل من البرلمان ومجلس الوزراء، إلا في تصريف الأعمال مجلس الوزراء الذي لم يتم حتى الآن نجحت عندما أقسمت البيت الجديد فيه.
مجلس النواب مسؤولة أيضا عن الجولة الأولى من اختيار الحكم ق إلى المحكمة العليا في هولندا. فإنه يقدم قائمة من ثلاثة أسماء لكل منصب شاغر للحكومة. وعلاوة على ذلك، فإنه ينتخب الهولندي أمين المظالم والشركات التابعة له.

## الانتخابات
المدى الأقصى ل مجلس النواب أربع سنوات. أي شخص يحق لهم التصويت في هولندا أيضا لديه الحق في إقامة حزب سياسي ومسابقة ل انتخابات مجلس النواب (انظر الأحزاب السياسية في هولندا). وتسمى الانتخابات عندما يفقد الحكومة ثقة البرلمان، الائتلاف الحاكم ينهار، وتنتهي مدة مجلس النواب أو عندما لا يمكن تشكيل حكومة ائتلافية.
يجب أن الأطراف الراغبة في المشاركة التسجيل قبل 43 يوما من الانتخابات، وتوفير قائمة وطنية من 50 في معظم المرشحين (80 إذا كان الطرف ديها بالفعل أكثر من 15 مقعدا). يجب أن الأحزاب التي ليس لديها أي مرشح يجلس في مجلس النواب أيضا دفع عربون (11250 € لانتخابات نوفمبر 2006، لجميع المناطق معا) وتوفير 30 توقيعا من الدعم من سكان كل من ال 20 دائرة انتخابية التي تريد جمع الأصوات. يتم وضع قوائم المرشحين في أيدي الناخبين قبل 14 يوما على الأقل من الانتخابات. يمكن طرفين أو أكثر تتفقان على توحيد قوائمها منفصلة (وهذا ما يعرف باسم تركيبة القائمة أو lijstencombinatie)، مما يزيد من فرصة للفوز بمقعد الباقي. يتم ترقيم كل قائمة مرشحة، مع الشخص في المركز الأول المعروف باسم lijsttrekker («قائمة ساحبة»). عادة ما يتم تعيين lijsttrekker من قبل الحزب لقيادة حملته الانتخابية. سوف lijsttrekker من الطرف المتلقي بأكبر عدد من المقاعد في كثير من الأحيان يصبح رئيس الوزراء. يجوز للأطراف اختيار للتنافس مع قوائم المرشحين مختلفة في كل من ال 19 دائرة انتخابية، ولكن كما يتم تخصيص المقاعد على المستوى الوطني بدلا من منطقة، ومعظم الأطراف لديها قوائم متطابقة تقريبا في جميع الدوائر مع المرشحين على الصعيد الوطني. فقط الأحزاب الكبيرة وعادة ما يكون بعض المرشحين الإقليمية في الجزء السفلي من قوائمها.
المواطنين في هولندا تتراوح أعمارهم بين 18 عاما أو أكثر الحق في التصويت، والاستثناءات هي: 1) يتم استبعاد السجناء الذين يقضون مدة أكثر من سنة واحدة، 2) أولئك الذين تم الإعلان عاجزة أمام محكمة بسبب الجنون ويستثنى أيضا. يمكن وضع أي صوت واحد على مرشح واحد. العديد من الناخبين اختيار واحد من lijsttrekkers (يان بيتر بالكننده، على سبيل المثال، تلقى 2198114 2608573 من أصوات CDA في انتخابات نوفمبر 2006)، ولكن بدلا من ذلك تصويت تفضيل يجوز لانخفاض مرشح أسفل القائمة.
مرة واحدة وتعرف على نتائج الانتخابات، ويتم تخصيص المقاعد للأحزاب. يتم تقسيم عدد الأصوات الصحيحة المدلى بها من قبل الوطنية 150، وعدد المقاعد المتاحة، لإعطاء عتبة لكل مقعد (لل kiesdeler). وينقسم كل طرف عدد من الأصوات من قبل هذه العتبة لإعطاء العدد الأولي من المقاعد. أي طرف أن تلقى أصوات أقل من عتبة (أي أقل من واحد في 150 من مجموع الأصوات) فشل في كسب تمثيل في مجلس النواب، وبالتالي عتبة هو دائما في 0.67 ٪ من مجموع عدد الأصوات الوطنية صالحة (ما يقرب من مقعد واحد لكل 50,000 صوتا). هذا هو واحد من أدنى عتبات انتخابات البرلمان الوطني في العالم. في 1977 ، على سبيل المثال، اكتسب الحزب على مقعد واحد على الرغم من الفوز 0.77 ٪ فقط من الأصوات. وسوف أي طرف أن تلقى أكثر من 75 ٪ من عتبة ديك ردها ودائعه.

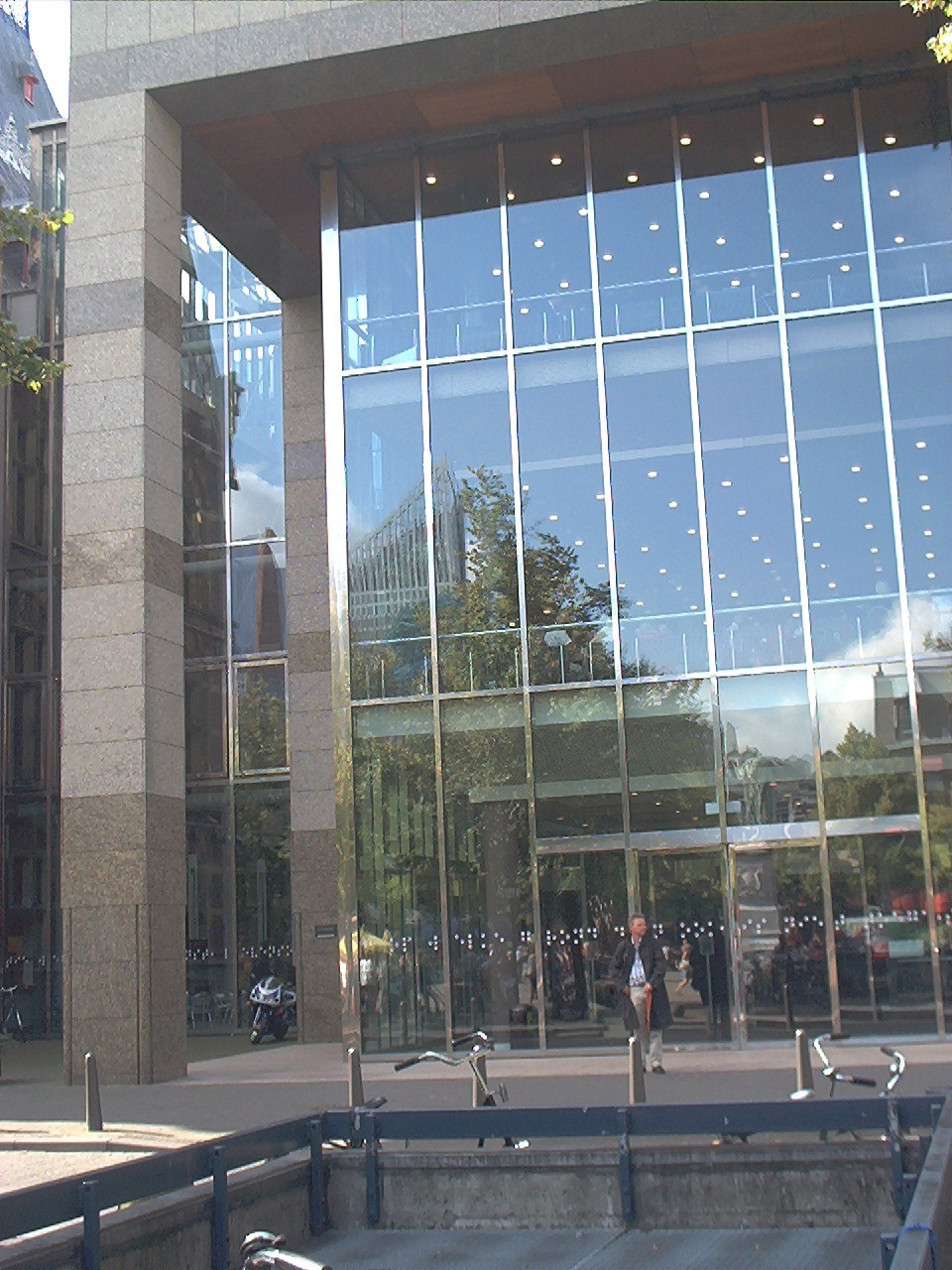
الخارج من مجلس النواب

بعد يتم تخصيص المقاعد الأولي، يتم تخصيص المقاعد المتبقية باستخدام طريقة D' هونت من أكبر المتوسطات. هذا النظام تفضل قليلا من الأحزاب الكبيرة. مزيج قائمة ق تنافس على المقاعد المتبقية كقائمة واحدة من الحجم الإجمالي لجميع الأطراف في الجمع، وبالتالي وجود فرصة أكبر للحصول على المقاعد المتبقية. بعد ذلك، يتم تخصيص المقاعد للأحزاب داخل تركيبة القائمة باستخدام أكبر طريقة الباقي.
مرة واحدة ومن المعروف أن عدد المقاعد المخصصة لكل طرف، بصفة عامة أنهم المخصصة لل مرشحين في الترتيب الذي تظهر على قائمة الحزب. (وبالتالي، قبل الانتخابات، ويمكن وصفها المرشحين بالقرب من أعلى كما هو الحال في موقف جدير بالانتخاب، وهذا يتوقف على عدد المقاعد التي من المرجح للحصول على الحزب.) في هذه المرحلة، ومع ذلك، يتم أخذ الأصوات تفضيل في الاعتبار أيضا. أي مرشح تلقي أكثر من ربع من عتبة الأصوات على تفضيل شخصي (على ' عتبة تفضيل ' أو  voorkeursdrempel ، 0.1675 ٪ من إجمالي عدد الأصوات الصحيحة)، ويعتبر المنتخب في حد ذاتها، القفز العالي على المرشحين القائمة. في انتخابات نوفمبر 2006، تلقت مرشح واحد فقط على مقعد حصريا من خلال تفضيل أصوات، بينما 26 مرشحين آخرين ليصل إلى انتخبت عتبة تفضيل بالفعل على أساس موقفهم من القائمة. إذا كان المرشح لا يمكن تولي منصب في البرلمان (على سبيل المثال، إذا كانت تصبح وزير السياسية، تقرر عدم دخول البرلمان، أو في وقت لاحق الاستقالة) ثم المرشح التالي على القائمة مقامهما.
بعد يتم تخصيص جميع المقاعد وشكلت الحكومة، وعادة ما يعتمد على أغلبية المقاعد.
منذ عام 2012، مجلس النواب يعين على مجلس وزراء (في السنوات السابقة تم تعيين informateur من قبل العاهل)، الذي يتحقق من الائتلافات ممكن، ومجلس وزراء، الذي يقود مفاوضات تشكيل. في نهاية المفاوضات، يصبح formateur للوزراء. يجب على جميع أعضاء مجلس الوزراء الاستقالة من البرلمان، والدستور لا يسمح عضو مجلس الوزراء لعقد مقعد في مجلس النواب.
ويرجع ذلك إلى عتبة منخفضة بشكل استثنائي على الصعيد الوطني جنبا إلى جنب مع نظام القوائم الحزبية، ولكن كل ذلك هو المستحيل على حزب واحد لتكون قادرة على الحكم وحدها، ناهيك عن الفوز بأغلبية مطلقة. بين 1891 و 1897 في الاتحاد الليبرالي كان الحزب الأخير أن يكون لها الأغلبية المطلقة من المقاعد في مجلس النواب. منذ أن تم عرض القوائم الحزبية نظام التمثيل النسبي الحالي في عام 1918، وليس لأي طرف حتى اقترب عدد المقاعد اللازمة ل على الغالبية المطلقة. وكانت جميع الحكومات الهولندية منذ ذلك الحين تحالفات طرفين أو أكثر.

## الوضع الحالي
عقدت الانتخابات العامة الهولندية عام 2012 على الأربعاء، 12 سبتمبر، 2012، وتابع الدعوة لانتخابات جديدة بعد سقوط الحكومة أول روتا. قاد محادثات تشكيل لتركيب مجلس الوزراء روتا الثانية، التي تتألف من حزب الشعب من أجل الحرية والديمقراطية وحزب العمال على 5 نوفمبر 2012.
| هالبي زيلسترا            | حزب الشعب من أجل الحرية والديمقراطية | 41 | November 1, 2012 (12 سنوات و140 أيام)  | September 20, 2012 (12 سنوات و182 أيام) | November 30, 2006 – October 14, 2010 (3 سنوات و318 أيام) |                                                         |  |  |  |
| Diederik Samsom          | حزب العمل (هولندا)                   | 38 | March 30, 2012 (13 سنوات و1 يوم)       | January 30, 2003 (22 سنوات و50 أيام)    |                                                          |                                                         |  |  |  |
| إيميل رومر               | الحزب الاشتراكي (هولندا)             | 15 | March 5, 2010 (15 سنوات و16 أيام)      | November 30, 2006 (18 سنوات و111 أيام)  |                                                          |                                                         |  |  |  |
| خيرت فيلدرز              | حزب من أجل الحرية                    | 14 | November 23, 2006 (18 سنوات و118 أيام) | July 26, 2002 (22 سنوات و268 أيام)      | August 25, 1998 – May 23, 2002 (3 سنوات و271 أيام)       |                                                         |  |  |  |
| Sybrand van Haersma Buma | حزب النداء الديمقراطي المسيحي        | 13 | October 12, 2010 (14 سنوات و160 أيام)  | May 23, 2002 (22 سنوات و302 أيام)       |                                                          |                                                         |  |  |  |
| Alexander Pechtold       | الديمقراطيون 66                      | 12 | November 23, 2006 (18 سنوات و118 أيام) | November 30, 2006 (18 سنوات و111 أيام)  |                                                          |                                                         |  |  |  |
| Arie Slob                | الاتحاد المسيحي (هولندا)             | 5  | April 28, 2011 (13 سنوات و344 أيام)    | November 19, 2002 (22 سنوات و122 أيام)  | February 14, 2001 – May 23, 2002 (1 سنة و98 أيام)        | February 15, 2007 – June 10, 2010 (3 سنوات و115 أيام)   |  |  |  |
| Bram van Ojik            | حزب اليسار الأخضر (هولندا)           | 4  | October 8, 2012 (12 سنوات و164 أيام)   | September 20, 2012 (12 سنوات و182 أيام) | April 21, 1993 – May 17, 1994 (1 سنة و26 أيام)           |                                                         |  |  |  |
| كيس فان دير ستاي         | Reformed Political Party (SGP)       | 3  | June 9, 2010 (14 سنوات و285 أيام)      | May 19, 1998 (26 سنوات و306 أيام)       |                                                          |                                                         |  |  |  |
| ماريان ثيم               | حزب من أجل الحيوانات                 | 2  | May 15, 2012 (12 سنوات و310 أيام)      | May 15, 2012 (12 سنوات و310 أيام)       | November 30, 2006 – January 24, 2012 (5 سنوات و55 أيام)  | November 23, 2006 – January 24, 2012 (5 سنوات و62 أيام) |  |  |  |
| نوربرت كلاين (سياسي)     | حزب 50 زائد                          | 2  | October 6, 2013 (11 سنوات و166 أيام)   | September 20, 2012 (12 سنوات و182 أيام) |                                                          |                                                         |  |  |  |
| Louis Bontes             | مستقل                                | 1  | October 29, 2013 (11 سنوات و143 أيام)  | June 17, 2010 (14 سنوات و277 أيام)      |                                                          |                                                         |  |  |  |
|                          |                                      |    |                                        |                                         |                                                          |                                                         |  |  |  |

| President of the House of Representatives                | Political Party                      | President of the House of Representatives since                | Member of the House of Representatives since | |
| -------------------------------------------------------- | ------------------------------------ | -------------------------------------------------------------- | -------------------------------------------- | --- |
| أنوشكا فان ميلتنبورغ                                     | حزب الشعب من أجل الحرية والديمقراطية | September 25, 2012 (12 سنوات و177 أيام)                        | January 30, 2003 (22 سنوات و50 أيام)         | |
| First Deputy President of the House of Representatives   | Political Party                      | First Deputy President of the House of Representatives since   | Member of the House of Representatives since | Previous service as Member of the House of Representatives                                              |
| خديجة عريب                                               | حزب العمل (هولندا)                   | November 1, 2012 (12 سنوات و140 أيام)                          | March 1, 2007 (18 سنوات و20 أيام)            | May 19, 1998 – November 30, 2006 (8 سنوات و195 أيام)                                                    |
| Second Deputy President of the House of Representatives  | Political Party                      | Second Deputy President of the House of Representatives since  | Member of the House of Representatives since | |
| Martin Bosma                                             | حزب من أجل الحرية                    | June 30, 2010 (14 سنوات و264 أيام)                             | November 30, 2006 (18 سنوات و111 أيام)       | |
| Third Deputy President of the House of Representatives   | Political Party                      | Third Deputy President of the House of Representatives since   | Member of the House of Representatives since | |
| Ronald van Raak                                          | الحزب الاشتراكي (هولندا)             | June 23, 2010 (14 سنوات و271 أيام)                             | November 30, 2006 (18 سنوات و111 أيام)       | |
| Fourth Deputy President of the House of Representatives  | Political Party                      | Fourth Deputy President of the House of Representatives since  | Member of the House of Representatives since | Previous service as Member of the House of Representatives                                              |
| Raymond Knops                                            | حزب النداء الديمقراطي المسيحي        | September 26, 2012 (12 سنوات و176 أيام)                        | September 7, 2010 (12 سنوات و195 أيام)       | October 11, 2005 – November 30, 2006 (1 سنة و50 أيام) March 1, 2007 – June 17, 2010 (3 سنوات و108 أيام) |
| Fifth Deputy President of the House of Representatives   | Political Party                      | Fifth Deputy President of the House of Representatives since   | Member of the House of Representatives since | |
| Stientje van Veldhoven                                   | الديمقراطيون 66                      | September 20, 2012 (12 سنوات و182 أيام)                        | June 17, 2010 (14 سنوات و277 أيام)           | |
| Sixth Deputy President of the House of Representatives   | Political Party                      | Sixth Deputy President of the House of Representatives since   | Member of the House of Representatives since | |
| Joël Voordewind                                          | الاتحاد المسيحي (هولندا)             | September 20, 2012 (12 سنوات و182 أيام)                        | November 30, 2006 (18 سنوات و111 أيام)       | |
| Seventh Deputy President of the House of Representatives | Political Party                      | Seventh Deputy President of the House of Representatives since | Member of the House of Representatives since | |
| تون إلياس                                                | حزب الشعب من أجل الحرية والديمقراطية | November 6, 2012 (12 سنوات و135 أيام)                          | December 18, 2008 (16 سنوات و93 أيام)        | |

## المؤلفات التاريخية
حتى عام 1956، كان هناك 100 مقعدا. تم توسيع هذا إلى 150 مقعدا، وهو العدد الحالي.
لإعطاء لمحة عامة عن تاريخ مجلس النواب، وهذا الرقم على الحق يبين توزيع المقاعد في مجلس النواب من أول انتخابات عامة بعد الحرب العالمية الثانية (1946) إلى الوضع الحالي. الأحزاب اليسارية هي نحو القاع، والأحزاب المسيحية في الوسط، مع أحزاب اليمين نحو الأعلى. في بعض الأحيان، نشأت قضية واحدة (أو ضيق التركيز) الأطراف، وترد هذه في أعلى المدقع. خطوط عمودية تشير إلى الانتخابات العامة. على الرغم من أن هذه تقام عادة كل أربع سنوات، والحكومات الائتلافية الناتجة لا تنتهي دائما على المدى دون أزمة الحكومة، التي غالبا ما تليها انتخابات جديدة. وبالتالي أقصر فترات متكررة من أربع سنوات.

## معرض صور

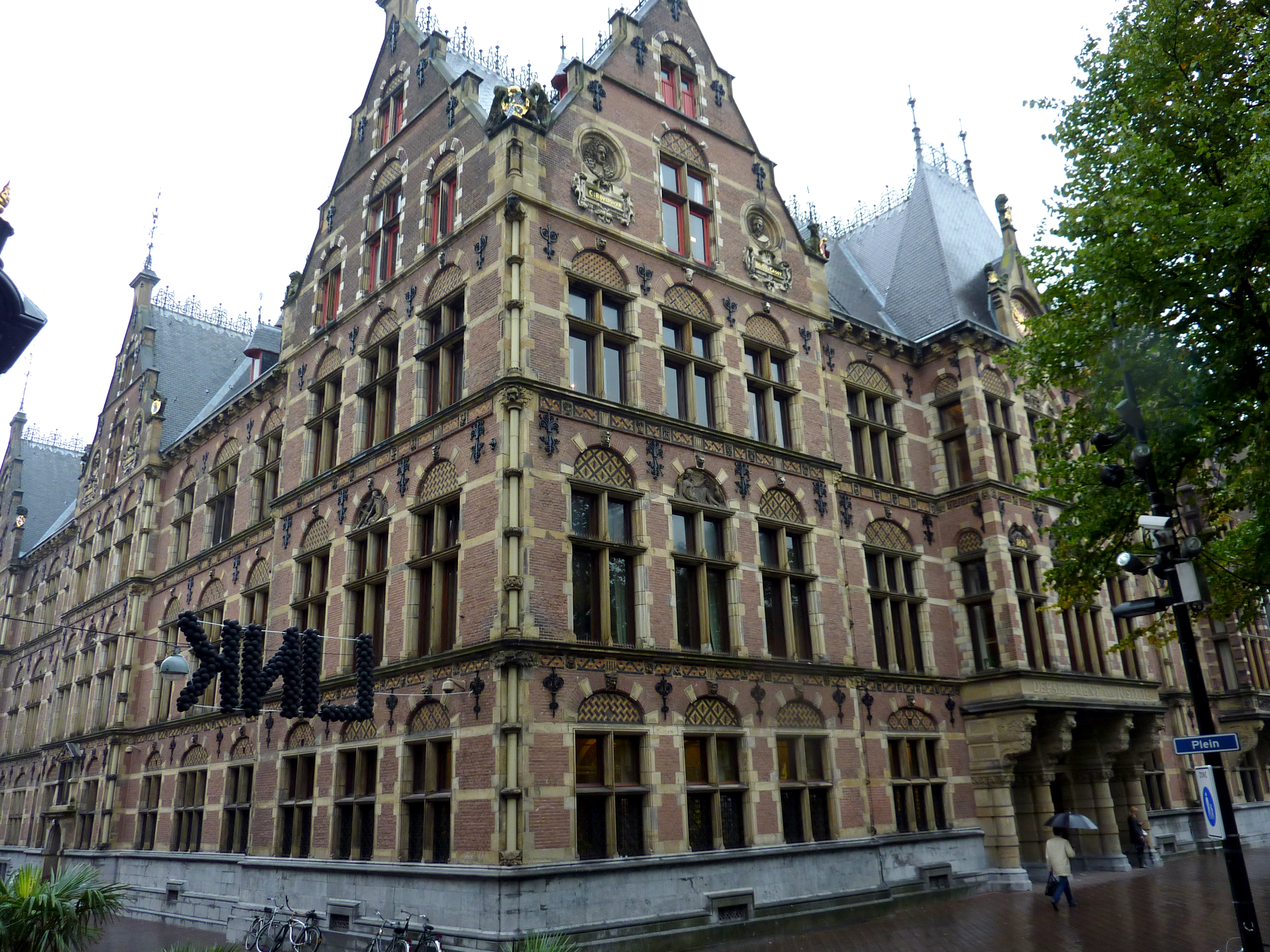
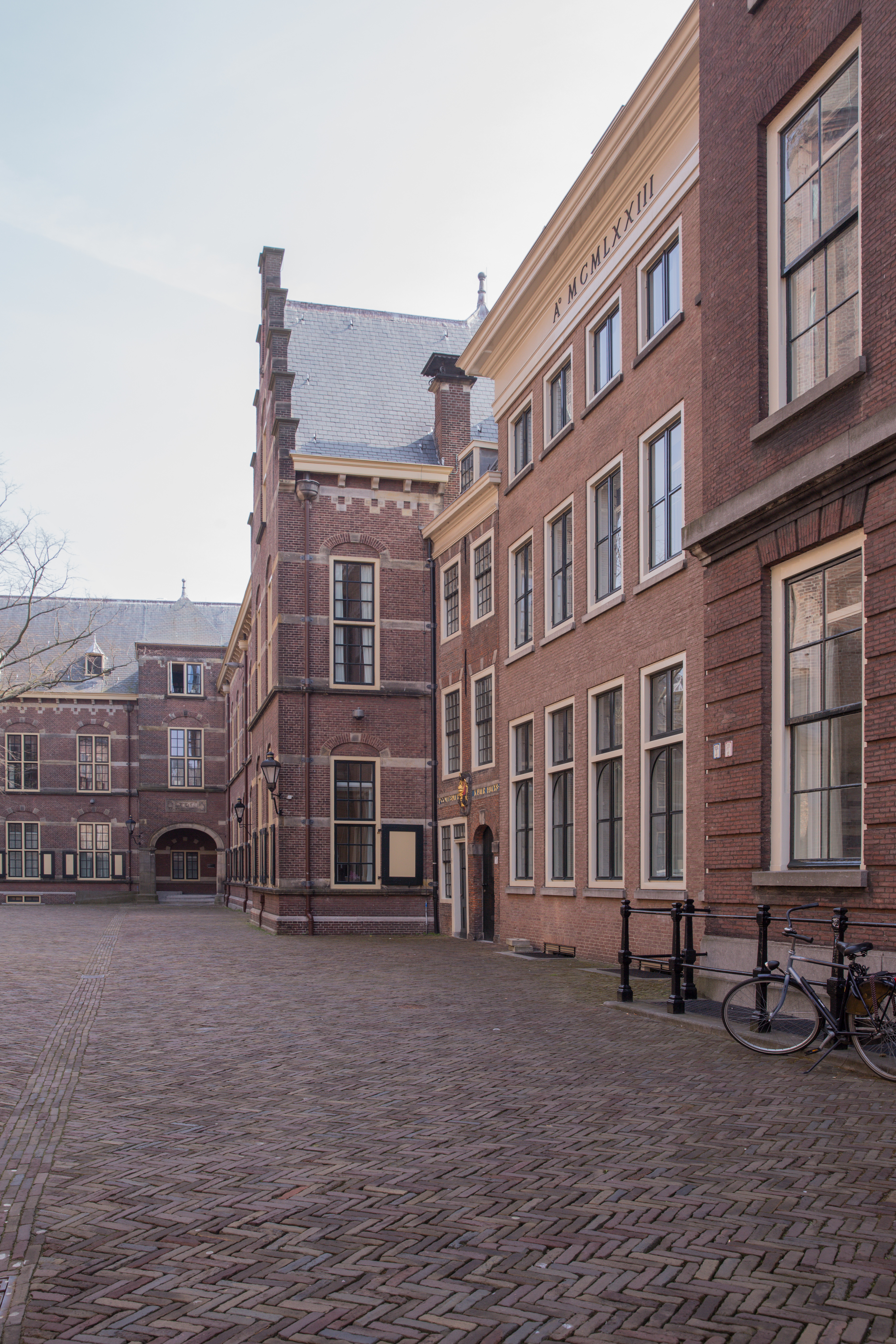
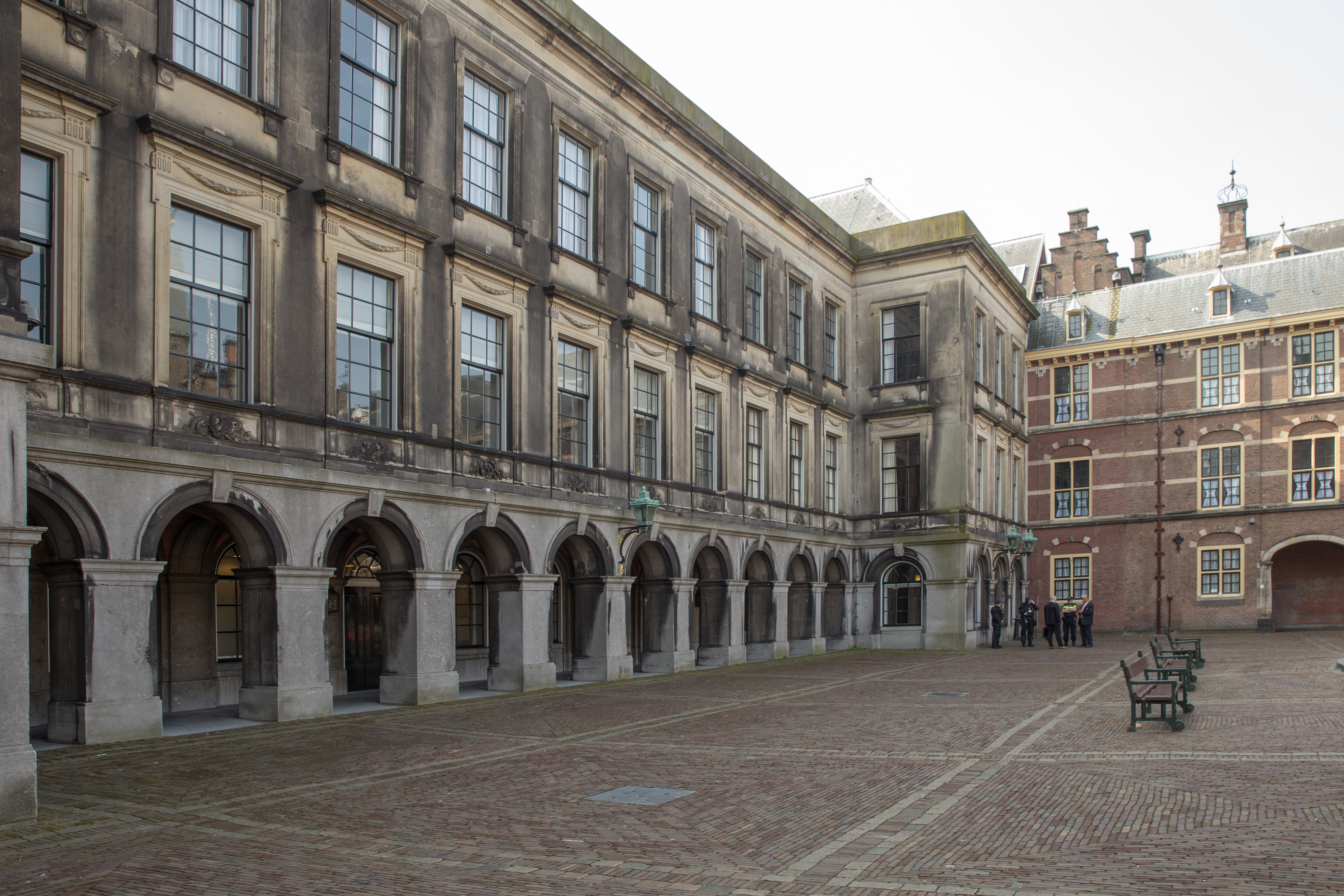
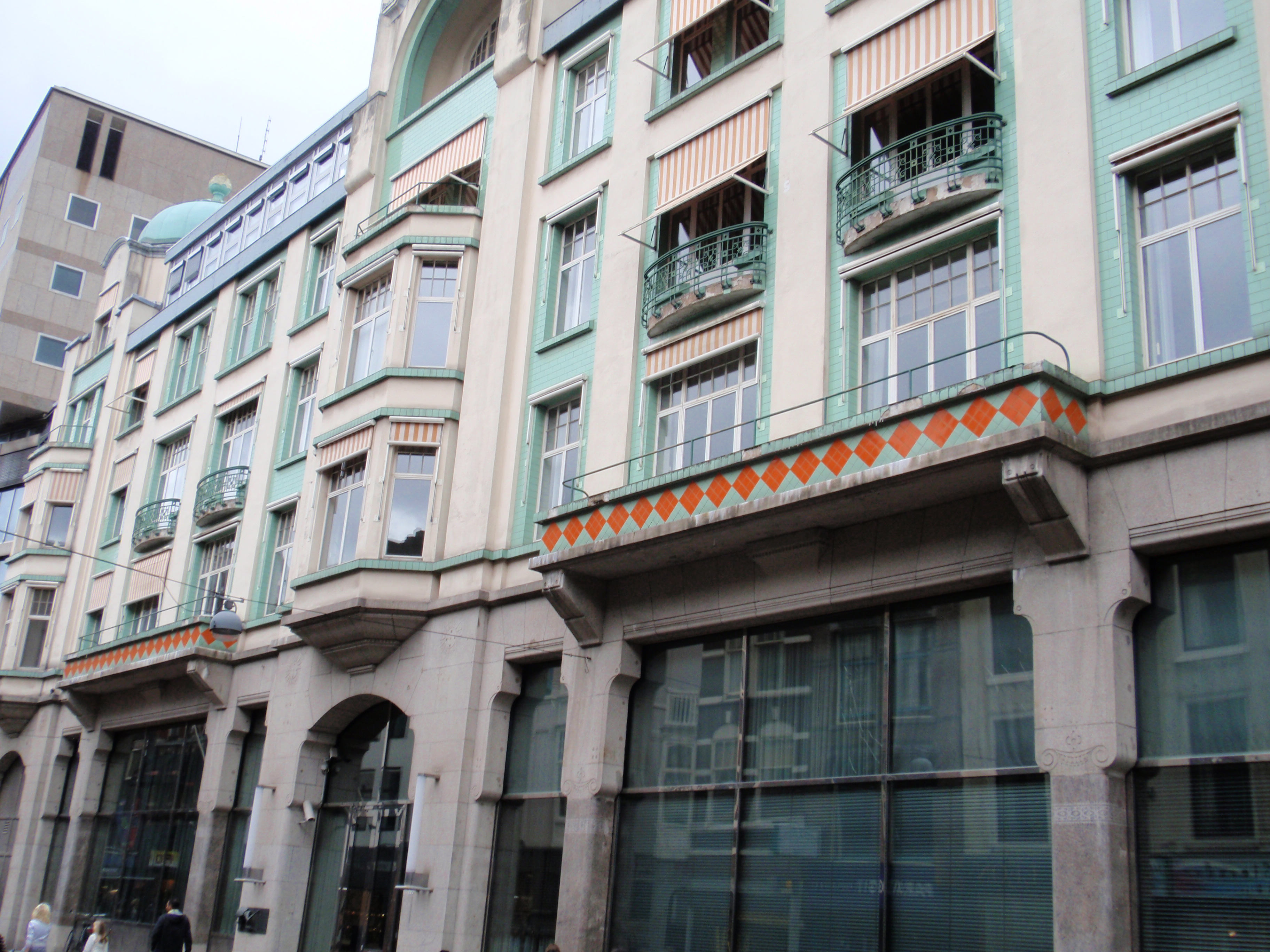
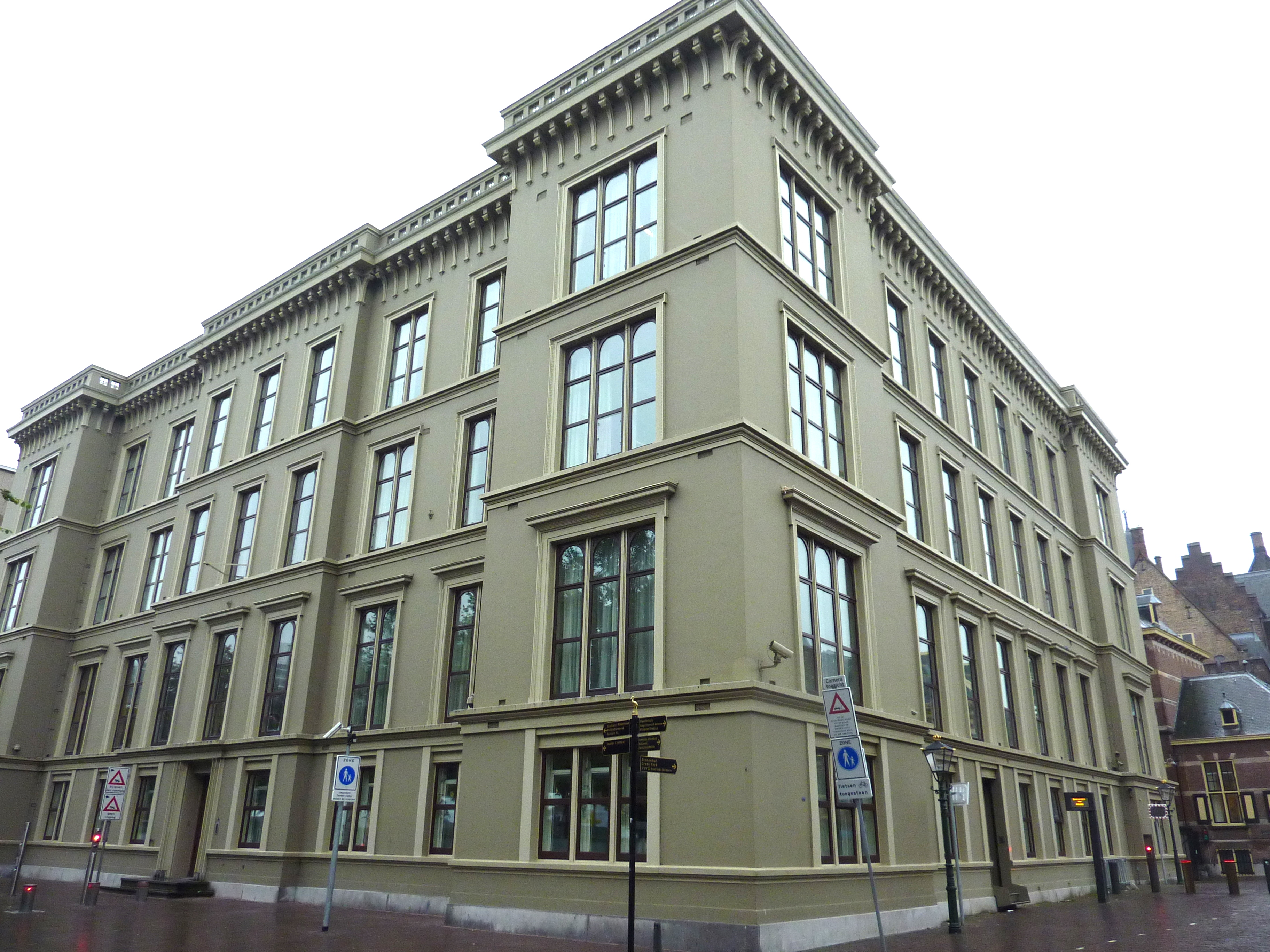

## وصلات خارجية
- (بالإنجليزية) Official site
- (بالهولندية) Official site
- (بالإنجليزية) Virtual tour of the houses of parliament
- (بالهولندية) Seat allocation in the House of Representatives. Click the diagram on the left to see names and photos of all representatives per section.
- (بالهولندية) Official site for archives since 1995